# Eupherusa cyanophrys
Eupherusa cyanophrys là một loài chim trong họ Chim ruồi.